# Battista Franco
Battista Franco, detto il Samolei (Venezia, 1510 circa – Venezia, 1561), è stato un pittore italiano, esponente del manierismo romano.

## Biografia

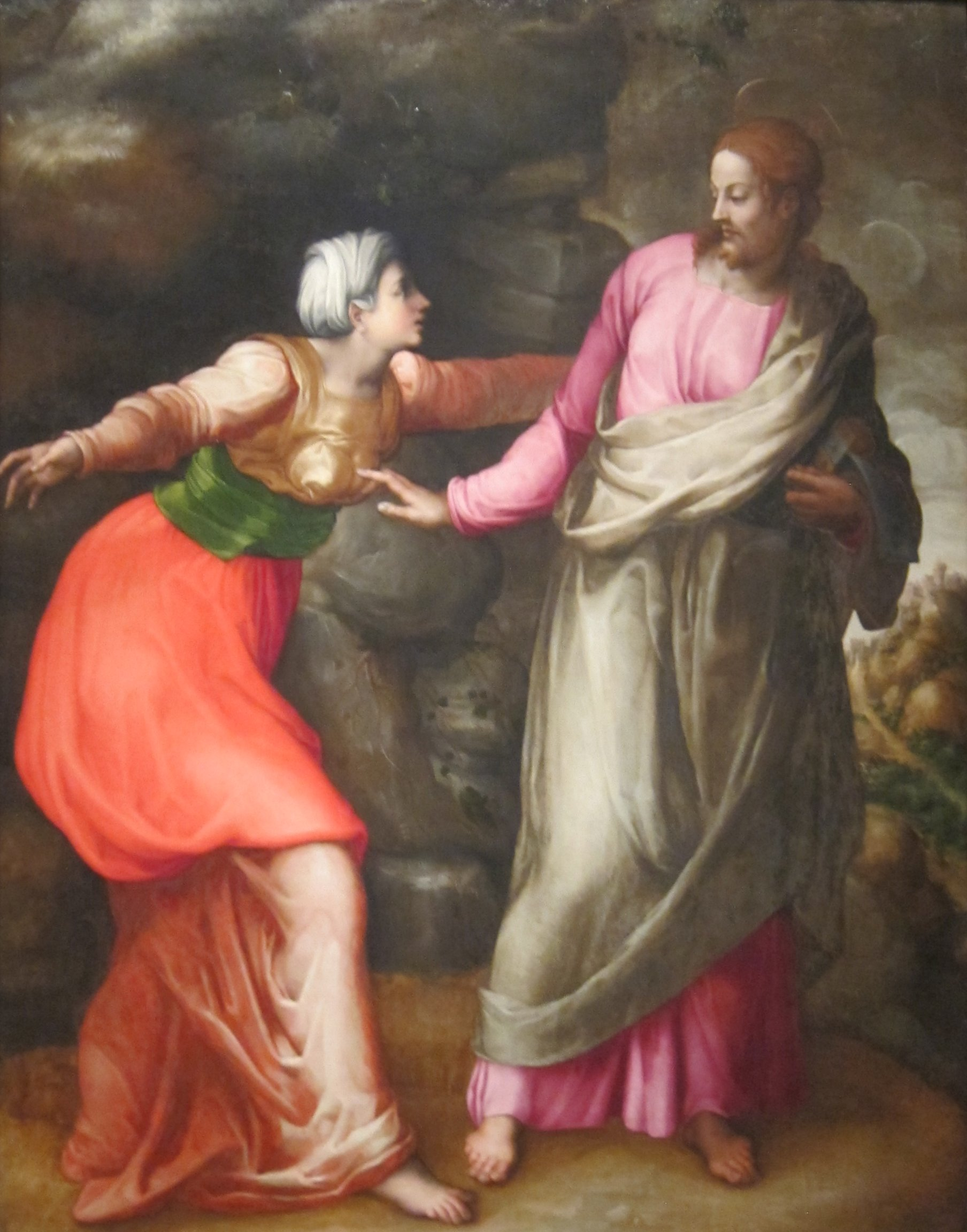
Battista Franco, Noli me tangere (1537 circa, da Michelangelo)

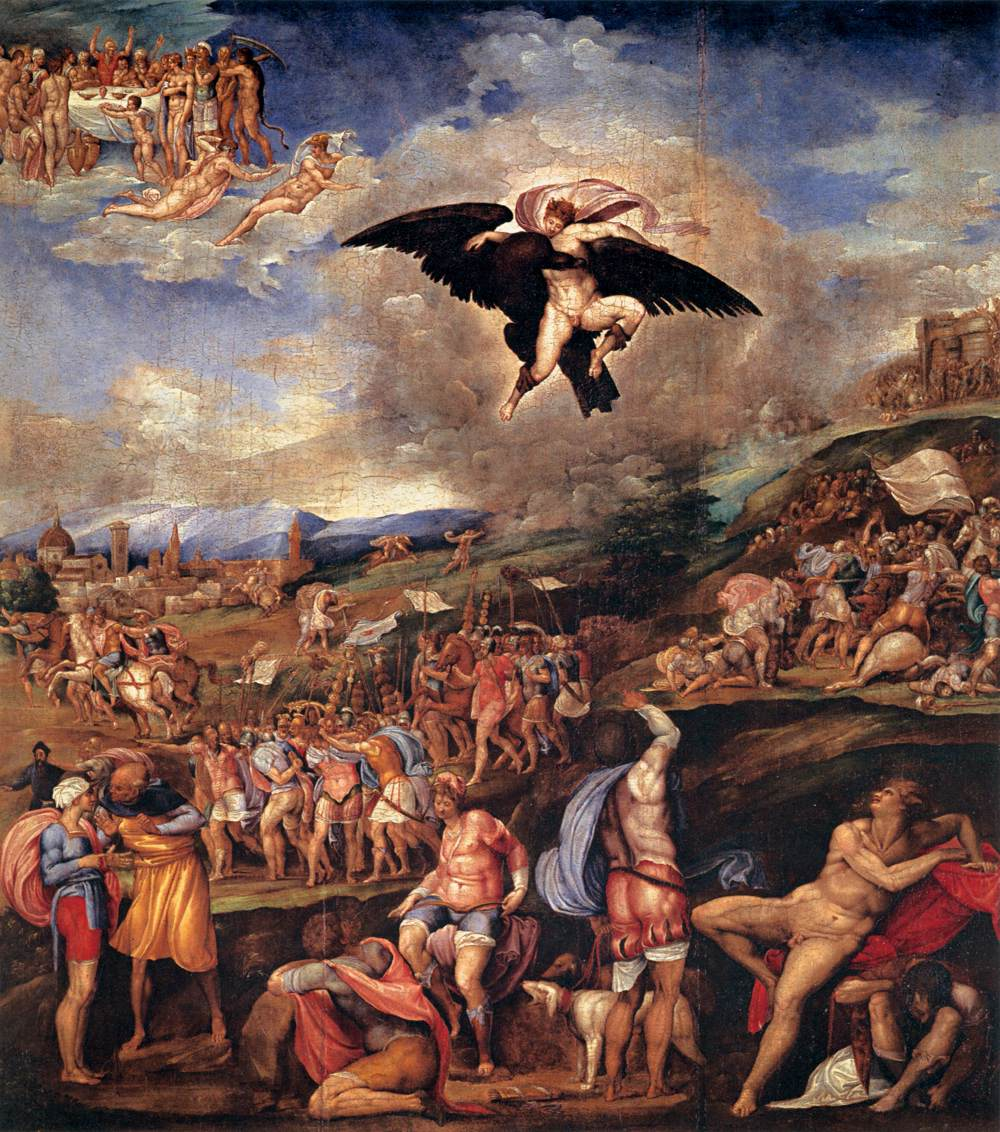
Battista Franco, La battaglia di Montemurlo (1537-1541, da Michelangelo)

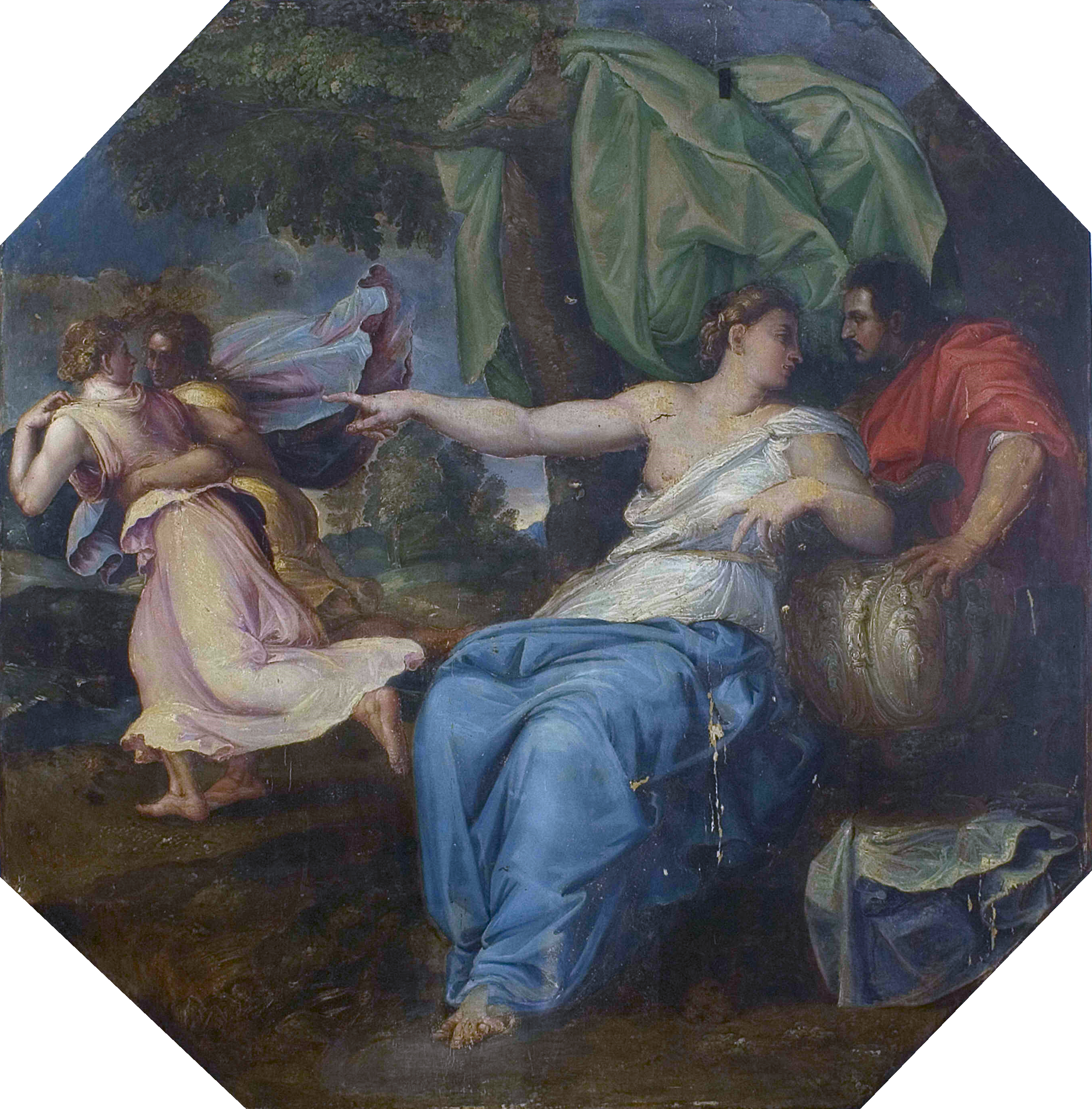
Battista Franco, Circe e Ulisse (anni 1550)

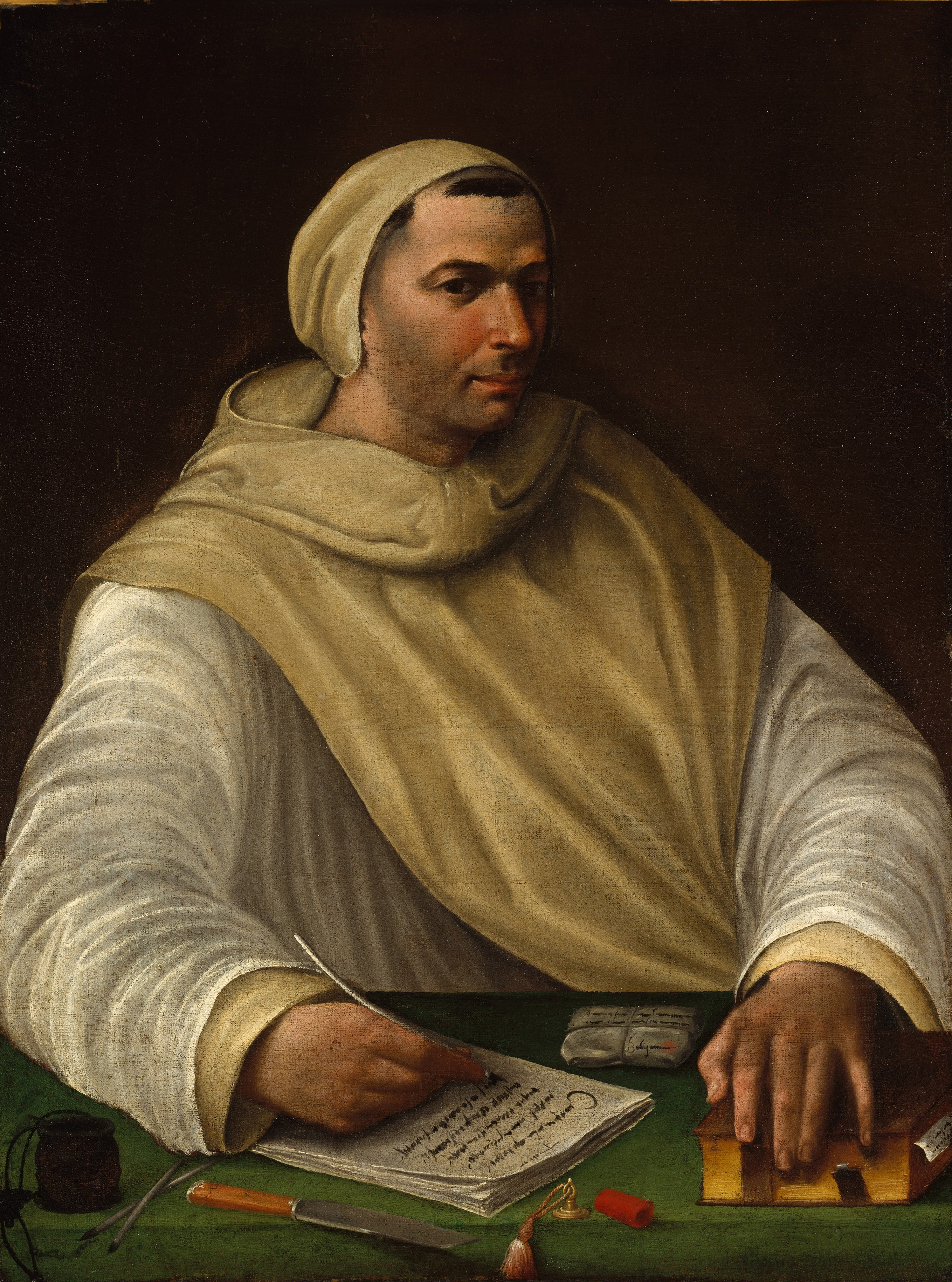
Battista Franco (attr.), Ritratto di un Monaco olivetano (XVI secolo)

Figlio di Iacopo, secondo Giorgio Vasari - che gli dedicò una delle sue Vite - a vent'anni si trasferì a Roma per studiare i contemporanei, in particolare Michelangelo. Inizialmente si occupò di disegno, ma già nel 1535-36 realizzava L'imperatore Augusto e la sibilla Tiberina (collezione privata veneziana) che sarebbe la sua prima opera pittorica pervenutaci.

### Attività in Veneto
Su commissione della famiglia Contarini degli Scrigni gli vengono attribuiti parte degli affreschi di Vigna Contarena ad Este.

### Primo soggiorno a Roma
Si iscrisse all'Accademia nazionale di San Luca nel 1535. Ma dopo aver visto il Giudizio universale di Michelangelo nella cappella Sistina non volle fare altra cosa che disegnare per un certo tempo.
Notato da Raffaello da Monte Lupo fu raccomandato ad Antonio da Sangallo il Giovane che lo impiegò nell'allestimento degli apparati in onore dell'ingresso di Carlo V d'Asburgo sia a Roma sia a Firenze, nel 1536, dove il giovane artista si distinse soprattutto per l'abilità e la estrema cura dei dettagli dei suoi lavori in cui il disegno prevaleva sempre sul colore, lacuna che gli rimprovera di continuo il Vasari ne Le Vite.

### Firenze
Anche a Firenze Battista Franco si dedicò assiduamente a copiare le statue di Michelangelo che erano nella Sagrestia Nuova di San Lorenzo. Questa sua ossessione di copiare, non solo da Michelangelo, secondo il Vasari gli precluse la possibilità di elaborare uno stile personale risultando carenti di freschezza e originalità di invenzione le sue opere se pur apprezzate per la somma abilità del disegno e dei dettagli.
A Firenze conobbe il Vasari e strinse grande amicizia con Bartolomeo Ammannati presso cui andò ad abitare insieme al Genga da Urbino creando un proficuo sodalizio artistico. Al servizio di Cosimo I de' Medici dipinse molte opere che furono apprezzate. Al seguito di Ridolfo del Ghirlandaio dipinse le Storie di San Giuseppe nel chiostro della chiesa della Madonna delle Vertighe in Val di Chiana.

### Secondo soggiorno a Roma
Ritornato a Roma dove nel frattempo era stato inaugurato il Giudizio universale di Michelangelo, volle copiarlo minuziosamente per intero. A Roma entrò al servizio del cardinale Francesco Corner per cui dipinse a grottesche una loggia del suo nuovo palazzo che in seguito sarà demolito per far posto al colonnato del Bernini. Messosi in competizione con Francesco Salviati dipinse a fresco un san Giovanni Battista fatto imprigionare da Erode che risultò non all'altezza del confronto sempre per il solito motivo: l'estrema cura dei particolari disegnati che toglieva spontaneità e colore all'opera nel suo insieme.

### Urbino
Dopo questo insuccesso Battista Franco, grazie ai buoni uffici di Bartolomeo Genga, entrò a servizio del Duca di Urbino che non rimase soddisfatto dell'opera commissionatagli e cioè l'affresco della volta della chiesa e cappella annessa al Palazzo Ducale. Riconoscendogli più talento nel disegno che nella pittura il Duca Guidobaldo adoperò il Franco per realizzare i disegni destinati alla produzione del vasellame di terracotta invetriata delle sue fornaci, di cui inviò un intero servizio, “credenza”, al cardinale Farnese, fratello di sua moglie Vittoria, e addirittura una “doppia credenza” all'Imperatore Carlo V in Spagna.

### Terzo soggiorno a Roma
In occasione delle nozze del Duca Guidobaldo con Vittoria Farnese, Battista Franco coadiuvò Genga nell'allestimento degli apparati, dopodiché si recò a Roma con l'intenzione di pubblicare una raccolta dei disegni che stava realizzando a quello scopo per illustrarne le antichità. Opera libraria, definita bellissima dal Vasari, di cui non è rimasta traccia.

### Morte a Venezia
Pur lavorando molto in Roma i suoi guadagni non erano tali da sostentarlo in quella città dispendiosa motivo per cui si risolse a tornare a Venezia dove è documentato vi si trovasse già nel 1554.  Nella sua città natale, patria del colorismo veneto e di Tiziano, fu invece subito molto apprezzato ed ebbe molte commissioni importanti come ad esempio la decorazione a grottesche all'interno di Palazzo Ducale nella “muraglia” della "scala d'oro" appena realizzata dal Sansovino. 

Nel 1561 stava decorando con stucchi ed affreschi la prima cappella a sinistra entrando nella Chiesa di San Francesco della Vigna per commissione del Patriarca Grimani, quando lo colse improvvisa la morte, forse per intossicazione delle sostanze usate. I lavori nella suddetta cappella furono portati a termine da Federico Zuccari, mentre si stava affermando in Venezia il nuovo genio della pittura non solo veneta: il Tintoretto.

## Opere superstiti
- "Le contraffazioni" libro di disegni copie dall'antico, da Michelangelo e da Raffaello - Biblioteca Reale di Torino
- "Noli me tangere" - Casa Buonarroti Firenze
- La battaglia di Montemurlo -  Galleria Palazzo Pitti Firenze
- Apollo e Marsia - olio su tela - Galleria d'Arte Moderna Milano
- Storie di San Giuseppe affreschi nel chiostro - Chiesa della Madonna di Vertigli in Val di Chiana (1539)
- La cattura di San Giovanni Battista affresco - oratorio della Chiesa di San Giovanni Decollato (Roma) (1541)
- Affreschi nel plafone della Biblioteca nazionale Marciana a Venezia
- Madonna col Bambino, i santi Pietro, Paolo ed il donatore - olio su tavola[3] - Museo diocesano Albani, Urbino
- Cori di angeli - affresco staccato[4] - Museo diocesano Albani, Urbino
- Visitazione - olio su tela - Museo Nazionale di Villa Guinigi, Lucca (1550 - 1551 c.)
- disegni, circa quaranta, per vasellame in collezioni pubbliche e private tra cui uno per la decorazione di un piatto conservato nel Gabinetto dei disegni del Louvre a Parigi
- quattordici piccoli pannelli - Sacrestia della Cattedrale di Osimo
- Sibille e Profetti nella volta della quarta cappella Gabrielli a destra della Basilica di Santa Maria sopra Minerva a Roma
- San Giovanni Battista battezza Cristo nel Giordano - olio su tela - cappella Barbaro nella Chiesa di San Francesco della Vigna a Venezia (1554-1555)
- disegno preparatorio del suddetto San Giovanni Battista - Galleria Nazionale di Edimburgo
- acqueforti, circa un centinaio non firmate, di cui molte si trovano all'Accademia Albertina di Vienna

### Opere dall'attribuzione incerta
- Conversione di San Paolo - olio su tela - Museo diocesano Albani, Urbino (1546 c.)[5]
- Epifania - olio su tela - Museo diocesano Albani, Urbino (1546 c.)[6]
- Flagellazione - olio su tela - Museo diocesano Albani, Urbino (1546 c.)[7]
- Resurrezione - olio su tela - Museo diocesano Albani, Urbino (1546 c.)[8]